# Sinularia dactyloclados
Sinularia dactyloclados is een zachte koraalsoort uit de familie Alcyoniidae. De koraalsoort komt uit het geslacht Sinularia. Sinularia dactyloclados werd in 1983 voor het eerst wetenschappelijk beschreven door Verseveldt & Benayahu. 